# Samantha Logan
Samantha Jade Logan (* 27. Oktober 1996 in Boston, Massachusetts) ist eine US-amerikanische Schauspielerin. Bekanntheit erlangte sie durch ihre Rolle als Nona Clark in der ABC-Dramaserie 666 Park Avenue.

## Leben
Samantha Logan wurde in Boston, Massachusetts geboren. Sie hat Vorfahren aus Irland und Trinidad und Tobago.

## Karriere
Logan spielte die Rolle Taylor DuBois in der ABS Soap General Hospital. 2014 wurde sie Teil des Casts der vierten Staffel Teen Wolf, die auf MTV ausgestrahlt wurde. In der Serie The Fosters spielte sie die wiederkehrende Rolle der Tia Stephens und trat als Gaststar in der 300. Episode von NCIS auf. 

## Filmographie (Auswahl)

### Film
- 2011: Detachment
- 2014: Die Coopers – Schlimmer geht immer (Alexander and the Terrible, Horrible, No Good, Very Bad Day)
- 2018: Sierra Burgess Is a Loser
- 2019: Polaroid
- 2020: The Empty Man

### Fernsehen
- 2009: Gossip Girl
- 2011: Law & Order: Special Victims Unit
- 2012–2013: 666 Park Avenue
- 2013: General Hospital
- 2014: Melissa & Joey
- 2014: Teen Wolf
- 2014–2015: The Fosters
- 2016: Navy CIS
- 2018: Tote Mädchen lügen nicht (13 Reasons Why)
- 2018–2025: All American